# Хадсон (Флорида)
Хадсон (енгл. Hudson) насељено је место без административног статуса у америчкој савезној држави Флорида.

## Демографија
По попису из 2010. године број становника је 12.158, што је 607 (-4,8%) становника мање него 2000. године.
| Група             | 2000.          | 2010.          |
| Белци             | 12.109 (94,9%) | 11.131 (91,6%) |
| Афроамериканци    | 46 (0,4%)      | 91 (0,7%)      |
| Азијати           | 116 (0,9%)     | 149 (1,2%)     |
| Хиспаноамериканци | 332 (2,6%)     | 603 (5,0%)     |
| Укупно            | 12.765         | 12.158         |